# Monica 560
La Monica 560 était un modèle automobile de luxe produite par le petit constructeur français Monica à Balbigny, dans le département de la Loire, entre 1973 et 1975. C'est le seul et unique modèle de la marque.

## Historique

### Contexte
La Monica 560 était un projet de Jean Tastevin, ingénieur diplômé de l'École centrale Paris et passionné d'automobile. Il possédait personnellement des modèles d'Aston Martin et de Facel Vega. Cependant, après la disparition de Facel Vega en 1964, il achète une Jaguar, mais regrette de ne pas pouvoir acheter une voiture de fabrication française de cette catégorie. Son père Arnaud rachète l'Atelier et Chantiers de Balbigny en 1930, fabricant du matériel minier et ferroviaire. En 1955, Jean succède à son père, en devenant président-directeur général. Il rebaptise la société Compagnie française de produits métallurgiques ou CFPM, puis Compagnie française de matériel ferroviaire en 1969 et se spécialise dans la fabrication et la location de wagons-citernes. L'entreprise prospère et compte finalement 400 employés.

### Conception et développement
Poursuivant à la fois son intérêt pour les voitures et un moyen de diversifier son entreprise ferroviaire, Jean Tastevin commence à planifier le lancement de sa propre marque d'automobiles en 1966. Il fait de son assistant de longue date, Henri Szykowksi, le chef de projet. Il décide également de consacrer une partie de son usine de Balbigny à la production de la Monica 560 afin que les voitures puissent vraiment être dites fabriquées en France. Il crée donc la marque Monica, nommée ainsi en l'honneur de son épouse, Monique Tastevin.
La société LawrenceTune Engines de l'ingénieur automobile et pilote de course Chris Lawrence avait développé une version de 2,6 litres du moteur standard utilisé dans la Triumph TR4. La version de Lawrence utilisait une culasse à flux transversal de sa propre conception et une injection de carburant Tecalemit-Jackson qui développait 182 ch. Jean Tastevin écrit donc à Lawrence de lui fournir 250 moteurs par an pour sa nouvelle voiture. En apprenant que la voiture n'était pas encore développée, Chris Lawrence offre les services de sa propre entreprise pour y construire la future Monica 560. Le journaliste Gérard Crombac, qui connaissait les exploits de course de Chris Lawrence, s'est porté garant de celui-ci et Tastevin confie le développement de la Monica à LawrenceTune. Chris Lawrence met Jean Tastevin en contact avec Ted Martin, qui a conçu un V8 inédit mais, malgré les qualités de ce moteur raffiné et sportif, prévu à l'origine pour la compétition, il va se révéler inadapté à la Monica qui est plus lourde que prévu. En effet, le moteur monte bien dans les tours mais manque furieusement de couple à bas régime. Une véritable erreur de casting pour une berline haut de gamme. En 1973, Jean Tastevin revient à la case départ puisqu'il doit repartir à la recherche d'un moteur. Comme Jean Daninos avec sa Facel-Vega avant lui, c'est outre-Atlantique qu'il va trouver la solution chez Chrysler avec un gros moteur V8 de 5,6 litres, disposant de couple et puissance suffisants pour motoriser la Monica 560.
Le premier prototype, œuvre de l'équipe de Chris Lawrence, ne convainc pas Jean Tastevin, malgré une modification de la proue qui passe de l'équivalent d'une Panhard CD à une Lancia Beta berline. Pour le troisième prototype, mis en chantier courant 1969, c'est Tony Rascanu, un designer roumain ayant démarré à la Carrozzeria Bertone, qui est missionné directement par Jean Tastevin pour retoucher la Monica. Le " mannequin " en bois du 3e prototype qui permettra de façonner les tôles d'acier, est construit chez… le carrossier Henri Chapron à Levallois. Ensuite, direction l'Italie, chez la Carrozzeria Vignale à Turin  pour l'assemblage et formage du 3e prototype en acier. Le décès d'Alfredo Vignale va contraindre le projet à trouver un nouveau carrossier pour poursuivre les travaux. C'est chez Airflow-Streamlines que le 4e prototype est mis en chantier et donne ses formes définitives de la Monica en 1971. Dotée d'une ligne très élancée de presque 5 mètres de longueur, des phares escamotables, solution très moderne à l'époque, sa voiture se termine par une malle conventionnelle. La poupe est dotée de blocs optique au dessin original, la partie basse provient de la Triumph Dolomite. La cellule centrale, notamment la découpe des portes, rappelle celle des berlines Lagonda contemporaines, basées sur les Aston Martin V8. Le client pouvait choisir parmi 5 teintes de carrosserie : Marine, Azur, Amarante, Châtaigne et Sable. L'habitacle, destiné à accueillir uniquement quatre personnes, est revêtu de cuir Connoly et d'une épaisse moquette en pure laine. La planche de bord est en véritable bois… rien n'est laissé au hasard pour celle qui devait synthétiser au mieux l'élitisme de Rolls-Royce et le racé et félin de Jaguar. La batterie de compteurs et manomètres en tout genre sont regroupés derrière le volant à trois branches et moyeu siglé du "M" stylisé de Monica. Les portières sont équipées d'un mécanisme d'ouverture et de fermeture électrique.
Pour le châssis, Chris Lawrence a conçu un treillis de tubes carrés pour garantir un compromis poids/rigidité optimal. Avec un empattement de 2,77 mètres, à sa pointe on trouve une suspension à double triangulation. Une technique héritée de la course qui permet aux roues de travailler le plus à plat possible. L'essieu arrière est plus classique, mais éprouvé et efficace avec un pont rigide de Dion comme sur les Alfa Romeo Alfetta GT et GTV avec jambes de poussée et barres Panhard. L'intérêt de cette technique est de placer les freins en sortie de pont et de limiter les masses non suspendues (système breveté de l'Alfa GTV). La carrosserie en acier et le moteur V8 en fonte font grimper le poids de la Monica à 1 850 kilos, une valeur très élevée. Pour arrêter la voiture, des freins ventilés à l'avant et pleins à l'arrière Girling/Lockheed sont prévus.

## La fin de Monica
La fin de l'aventure de la Monica peut laisser quelques regrets pour les amateurs de voitures d'exception, mais il faut rester lucides. La genèse même de cette aventure laissait entrevoir un échec annoncé : trop d'intervenants et de nationalités différentes : français, anglais et italiens, des changements de cap incessants dans la conception avec des " novices " aux commandes… Pourtant le résultat était convaincant mais le contexte économique n'était pas très favorable pour un nouveau constructeur haut de gamme sans références. 
En octobre 1973, la Monica 560 est dévoilée au Salon de Paris. Au cours du premier semestre 1974, la Monica 560 reçoit une dernière mise au point finale. En octobre 1974, la Monica 560 fait ses derniers tours de roues au Salon de Paris et le 7 février 1975, une dépêche de l'AFP annonce la fin de Monica. Jean Tastevin jette l'éponge, seuls 28 exemplaires ont été fabriqués.

## Galerie

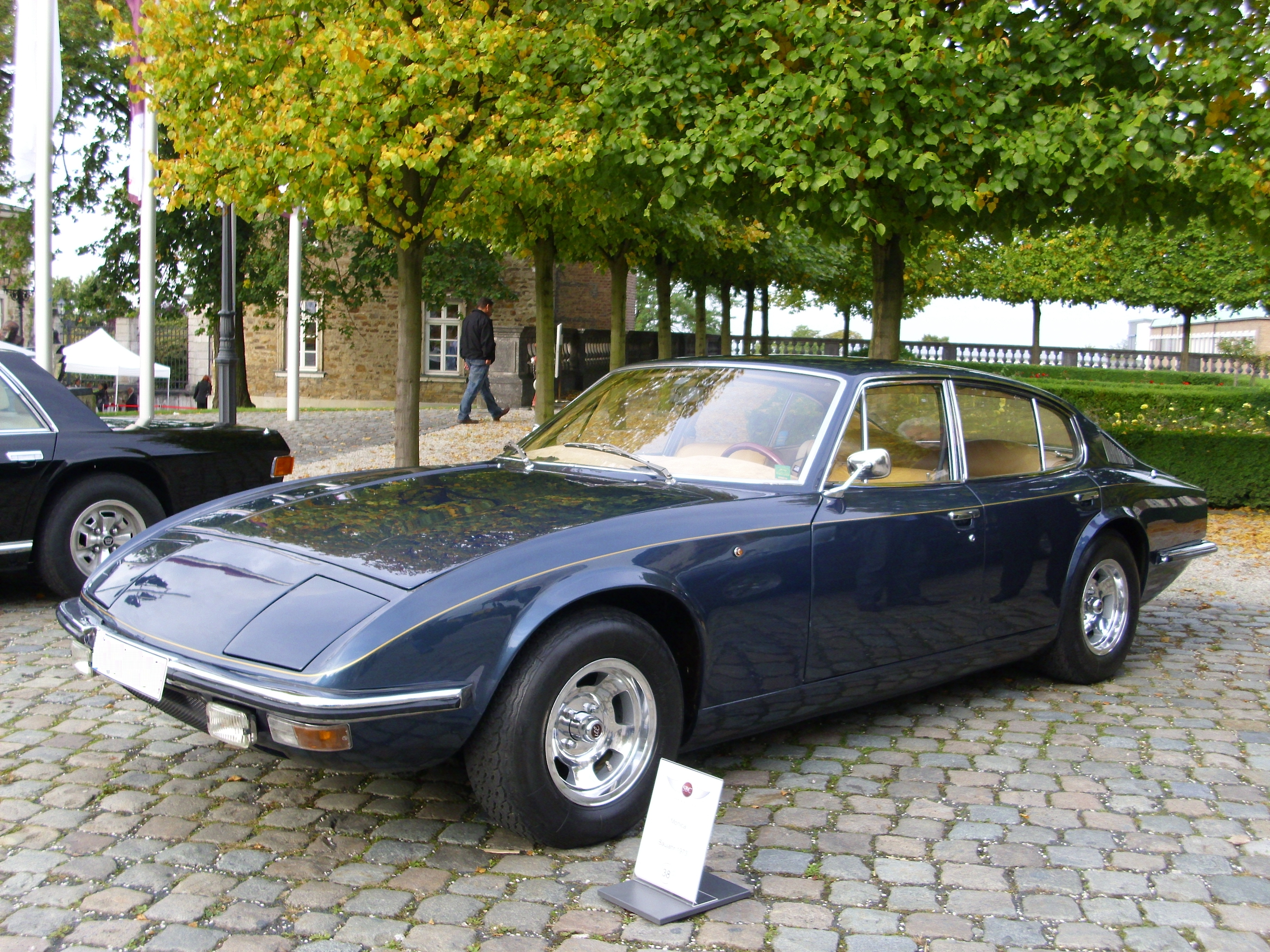
Vue de trois quarts avant
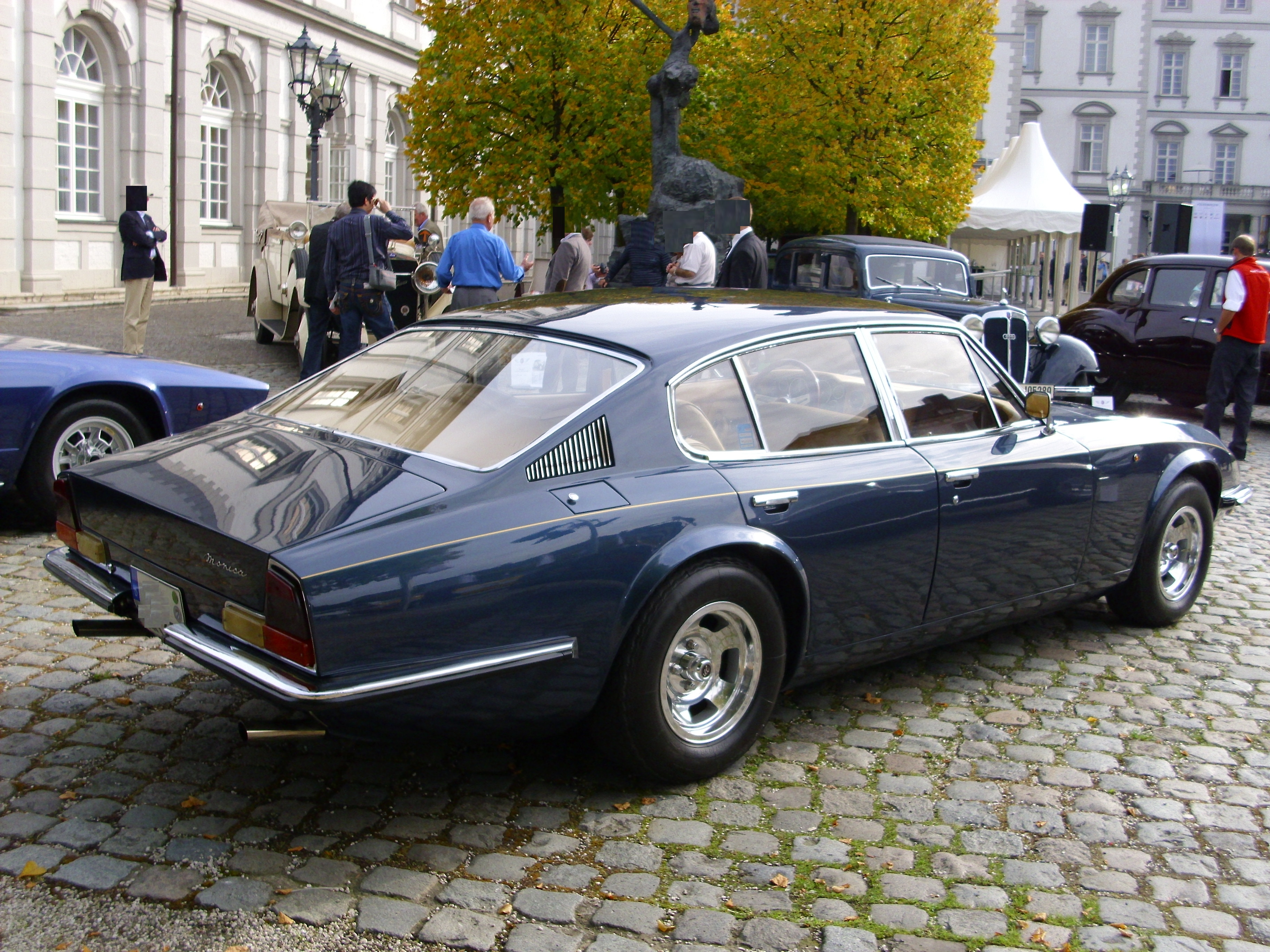
Vue de trois quarts arrière
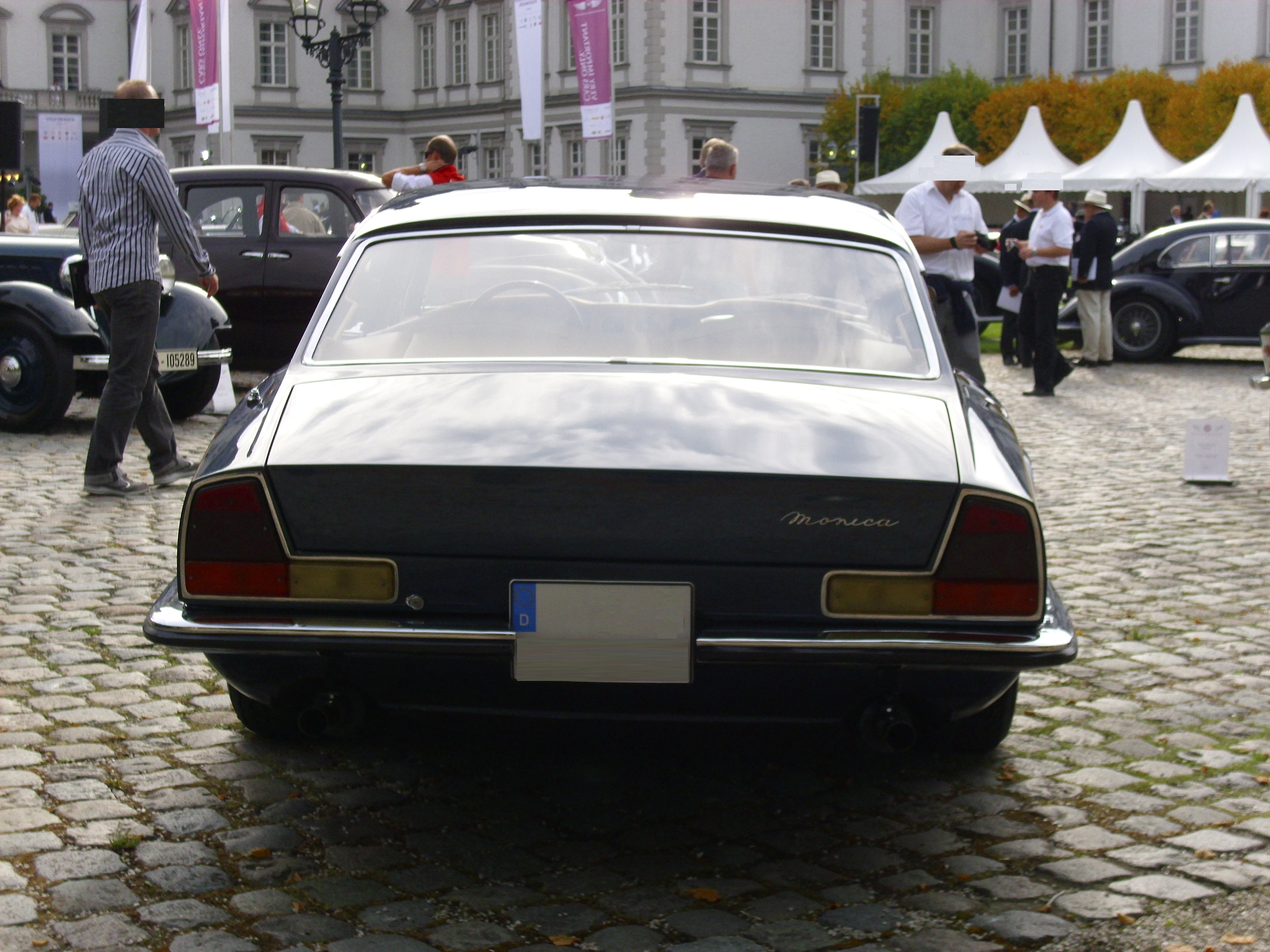
Vue arrière
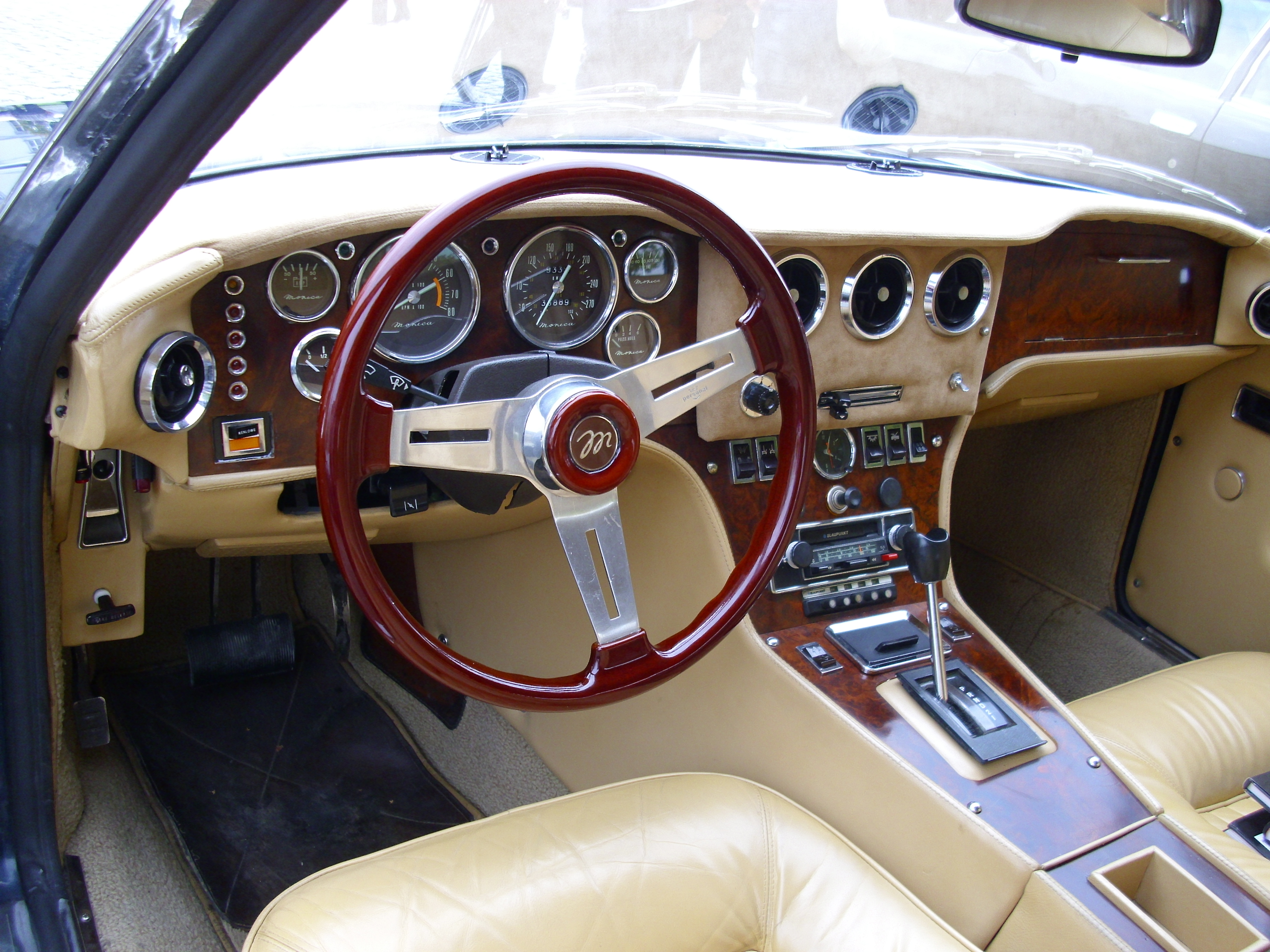
Intérieur
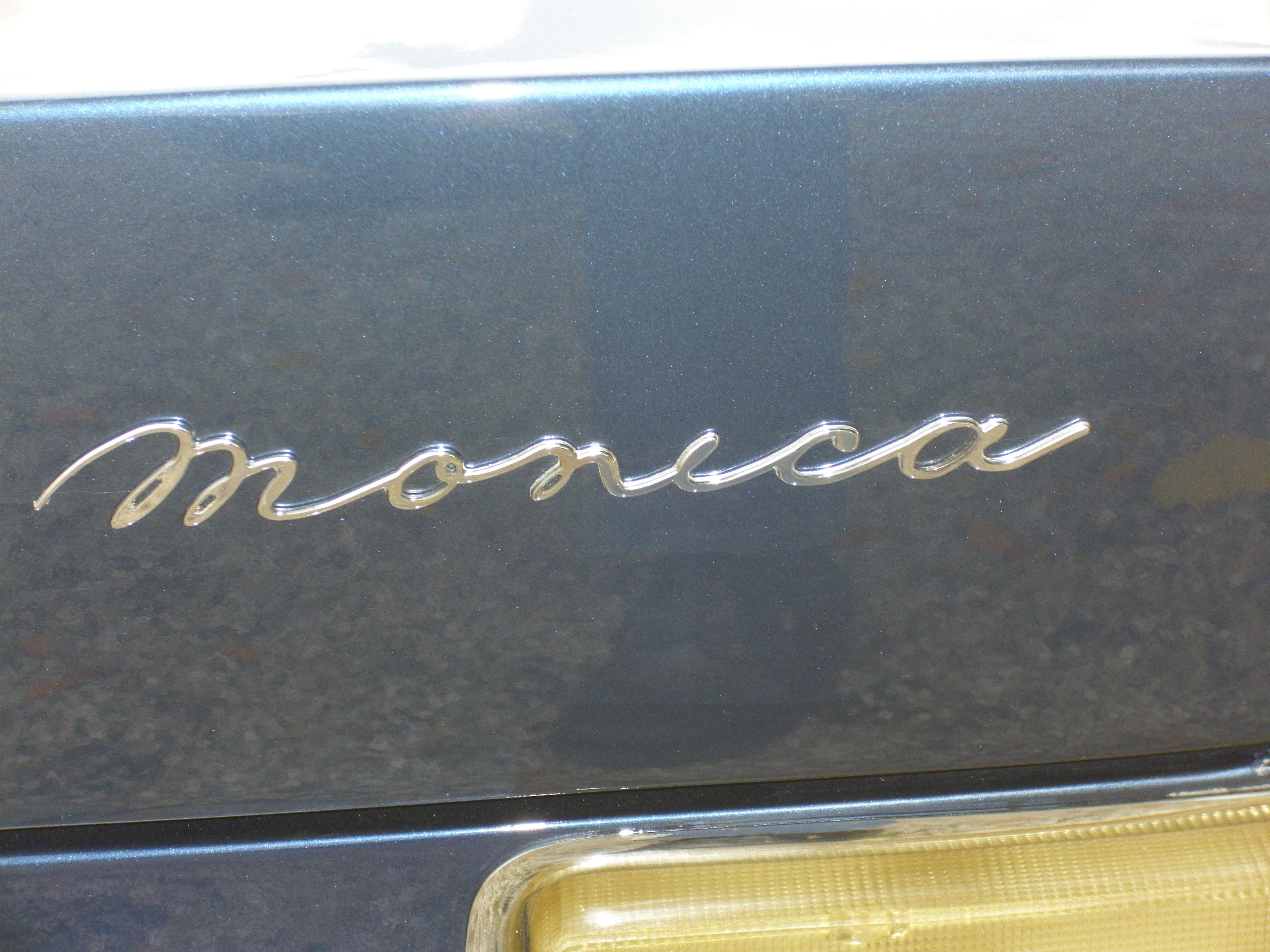
Logo du coffre
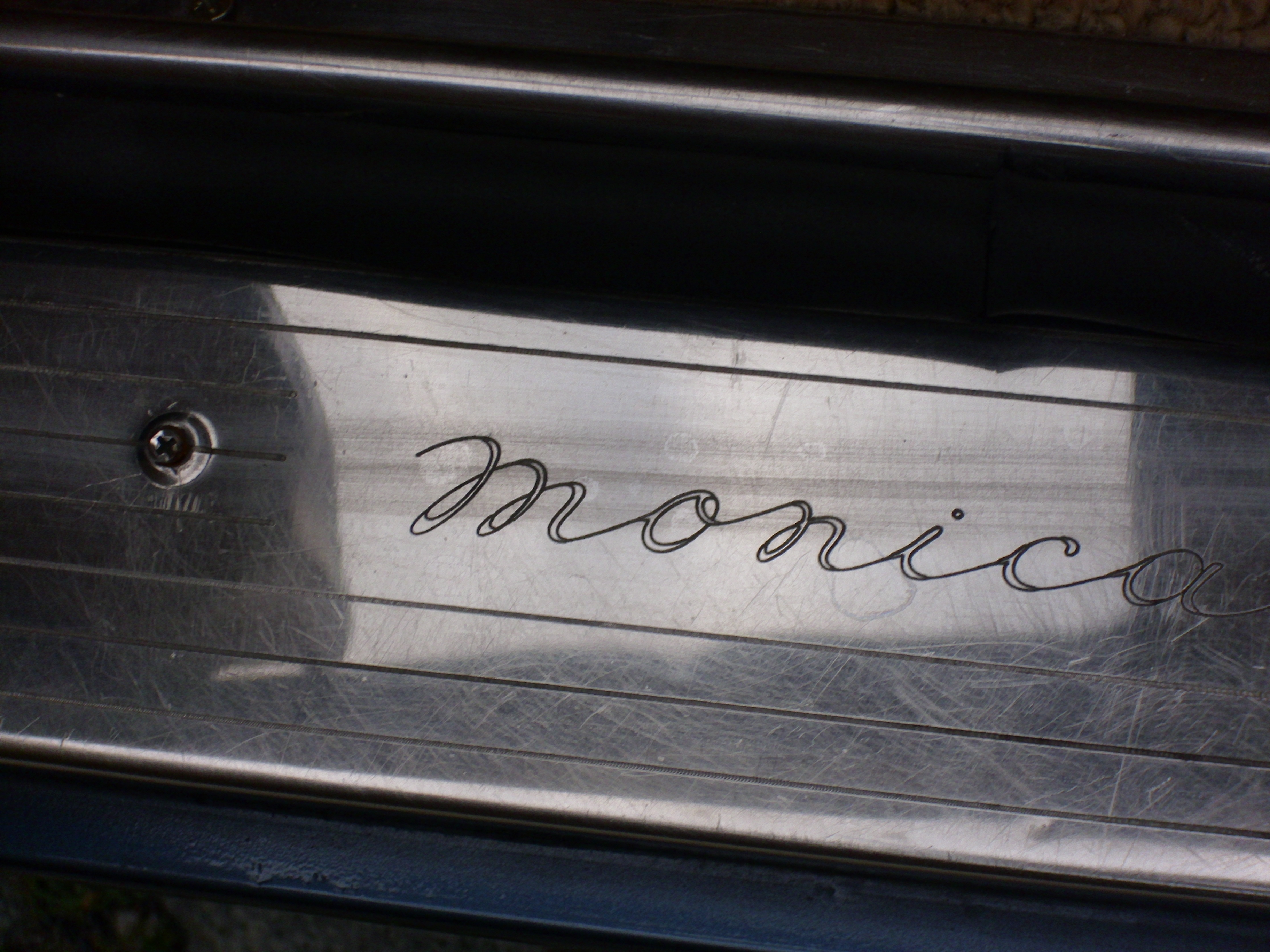
Logo de seuil de porte